# Das Duell (Casanova)
Das Duell oder Versuch über das Leben des Venezianers G. C. (ital. Titel: „Il duello ovvero Saggio della vita di G. C. veneziano“) ist der Titel einer Novelle des venezianischen Schriftstellers und Reisenden Giacomo Casanova, die der Autor 1780 in der von ihm herausgegebenen Literaturzeitschrift „Opuscoli miscellanei“ veröffentlichte. Erzählt wird mit autobiographischem Bezug die Geschichte eines durch eine Beleidigung ausgelösten Ehrenhandels zweier Männer vor der Kulisse der Warschauer Adelsgesellschaft des 18. Jahrhunderts. Die deutsche Übersetzung von Hartmut Scheible wurde 1988 publiziert.

## Überblick
Der wegen seiner Flucht aus Venedig und seines abenteuerlichen Lebens berühmte Venezianer G. C. reist durch europäische Residenzstädte, verkehrt als prominenter Gast in den adligen Salons und sucht ein Amt als fürstlicher Sekretär oder Diplomat, mit dem er seinen aufwändigen Lebensstil finanzieren kann. Am Königshof in Warschau gerät er 1766 in das Spannungsfeld zweier miteinander rivalisierender Tänzerinnen und ihrer Bewunderer, die verschiedenen politischer Gruppen angehören. Er muss eine Beleidigung aus Gründen der Ehre mit einer Duellforderung erwidern. Dies bedeutet das Ende seiner Karrierehoffnungen und er muss Warschau verlassen.

## Handlung
In Anspielung auf Casanovas Biographie und v. a. auf seinen nach einer fünfzehnmonatigen Haft spektakulären Ausbruch aus den Bleikammern, dem Gefängnis des Dogenpalastes in Venedig, im Jahr 1755 schildert der anonyme Erzähler die Warschauer Episode eines Venezianers und stellt sie in einen moralisch-didaktischen Rahmen: Er erzähle die Geschichte eines „hitzköpfigen“, unvernünftigen, leichtsinnig seiner „Freiheitsliebe“ und, wie die „niedrigsten Lebewesen“, der „Stimme der Natur“ folgenden jungen Mannes, um zu zeigen, dass das „Schicksal“ oft viel grausamer bestraft als ein „vorübergehendes Sklavendasein“. Anstatt im Gefängnis zu sühnen, musste er, fast 20 Jahre aus der Heimat verbannt, „gegen seinen Willen zum Abenteurer geworden“, „schuldbeladen“ durch fremde Länder irren, u. a. durch Holland, England, Deutschland, Kurland und Russland. Die Erlebnisse in Warschau mit den in die Erzählung eingefügten Reflexionen, kritischen Beobachtungen und Selbstgesprächen sollen dem Leser zeigen, dass es ein Fehler ist, „die Einrichtungen der Gesellschaft zu beflecken, die bescheidene Unterordnung, die den treuen Untertanen ziert, einem Verdacht auszusetzen oder in Zweifel zu ziehen, was zu denken für einen Christenmenschen sich geziemt.“
Eine Anstellung, die seinen Wünschen entspricht, fand der Venezianer auf seinen Reisen nicht. Er erklärt sich seine Misserfolge mit dem System der Ämterpatronage: Ein junger, in höfischer Etikette gewandter Mann macht sich in einer Residenz den russischen Botschafter geneigt. Dieser schreibt der Zarin, er habe eine begabte Person für ein Staatsamt gefunden. Die Zarin lädt den Mann ein und bezahlt ihm die Reise. Damit ist sein Glück gemacht. Auch wenn er für kaiserliche Dienste nicht geeignet ist, kann man sich die mangelnde Menschenkenntnis nicht eingestehen, der Botschafter kann sich unmöglich getäuscht haben, ebenso wenig die Hofgesellschaft. Doch im Gegensatz zu diesem Beispiel hatte der Venezianer keine Einladungen der Zarin, nur persönliche Empfehlungsschreiben. Mit einem solchen reist er 1765 weiter nach Warschau und wird von Fürst Adam Czartoryski, dem Angehörigen einer einflussreichen Adelsfamilie, freundlich als Gast in sein Haus aufgenommen. Dieser macht ihn mit seinem Vater, dem Woiwoden von Rotrussland sowie mit den Großen des Königreichs bekannt. Seine einfache Herkunft ist hier durch seinen literarischen Dienst beim alten König August III. bekannt, doch er trägt den Orden der römischen Ritterschaft, den ihm Papst Rezzonico 1760 verliehen hat: „eine respekterheischende Dekoration, die den Dummköpfen imponiert […] Denn die Welt ist voll von boshaften Tröpfen.“
Bei den Czartoryskis lernt er den neuen polnischen König Stanislaus kennen und er wird zu vielen prächtigen Veranstaltungen eingeladen. Dort macht er Seiner Majestät und den Magnaten „den Hof“. Aus Erfahrung weiß er um die Regeln der Konversation. Wenn der König ihm eine Frage stellt, die er nicht versteht, fragt er nicht zurück, denn es ist unmöglich, dass Seine Majestät sich unverständlich äußert und ebenso unmöglich ist es, dass ein Höfling den König nicht versteht. In einem solchen Fall verbeugt man sich und antwortet irgendetwas: „es mag passend sein oder nicht, es ist immer richtig.“ Es darf keine Gesprächspause eintreten, sonst ist dies ein Anzeichen einer Verstimmung oder einer Ungnade und wird zum Gespräch in der ganzen Stadt. Durch eine solche Situation, als der König nicht weiß, was er zu dem Venezianer sagen soll und ihn in die polnische Komödie einlädt, obwohl er nicht polnisch spricht, gerät er im März 1766 in eine unauflösbare Konfliktsituation.
Ausgangspunkt ist der Konkurrenzkampf zweier Tänzerinnen und ihrer Beschützer. Die namentlich nicht genannte venezianische Künstlerin wird protegiert von dem „Groß-Podstoli“ der Krone, dem Spross einer alten Adelsfamilie, General Xaver Branicki, dem der König verpflichtet ist. Die Venezianerin ist eifersüchtig auf die andere Primaballerina Casacci, mit der der Protagonist befreundet ist, und da sie alle, die sie zum Lager der Rivalin zählt, als ihre Feinde betrachtet, verklagt sie den Venezianer bei Branicki. Dieser verspricht ihr, ihn zu bestrafen. Bei der nächsten Theatervorstellung applaudiert der König der Casacci, und deshalb geht der Venezianer in der Pause zu den Garderoben, um ihr zu gratulieren. Branicki folgt ihm, sagt zu ihm, er liebe die Casacci und er solle sie ihm überlassen. Der Venezianer reagiert darauf scherzhaft galant, einem so schönen Kavalier müsse man weichen. Aber Branicki provoziert weiter, nennt ihn einen venezianischen Feigling, da er zurückweiche, und fordert ihn grob auf zu verschwinden: „Fout le camp“. Der Venezianer beherrscht sich, legt die Hand auf den Degengriff und antwortet, ein venezianischer Feigling werde bald den polnischen Helden ins Jenseits befördern. Mit diesen Worten verlässt er das Theater und geht ins Haus Czartoryski. Die Nachricht vom Eklat trifft dort schnell ein und er fragt den alten Woiwoden um Rat. Doch dieser überlässt ihm die Entscheidung: „Ein Mann von Ehre […] muss in einer derartigen Lage entweder viel oder nichts unternehmen.“
Der Erzähler schiebt an dieser Stelle in die Handlung eine Reflexion über die Beleidigung der Ehre und die angemessene Reaktion ein. Der Venezianer befragt dazu die Philosophen. Platon plädiert dafür, erlittenes Unrecht zu erleiden, sei weniger unehrenhaft, als es zu begehen. Jesus Christus ist derselben Auffassung. Die Adelsgesellschaft erwartet jedoch, dass sich der Beleidigte einem Kampf stellt. Rousseau schreibt dazu, wirklich gerächt seien nur die, die ihre Beleidiger zwingen, sie umzubringen. Zu einem solchen Ende möchte es der Venezianer nicht kommen lassen, aber er gelangt zu dem Schluss, dass „[d]ie Herausforderung zum Duell [-] der natürliche Impuls eines Charakters [ist], der durch seine Erziehung sich zu mäßigen und seine primitiven Reflexe zu zügeln weiß.“ Er denkt auch über eine Strategie nach, wenn Branicki seine Forderung aus Standesgründen, wegen seines Staatsamtes oder aus Angst vor dem Tod ablehnt.
Nach seiner Entscheidung schreibt der Venezianer in höfischer Sprache einen Brief an Branicki und fordert ihn zu einem Duell an einem Ort, an dem die polnischen Gesetze nicht gebrochen werden. Es folgt ein mehrmaliger höflicher Briefwechsel über die Waffen, den Ablauf der Aktion und den Termin. Da sich die Kontrahenten nicht einigen können, besucht Branicki ihn in seinem Zimmer. Es folgt ein respektvolles Gespräch über die strittigen Fragen, das der Erzähler in Dialogform wiedergibt. Sie einigen sich, sprechen einander ihre Hochachtung aus und versprechen sich, wenn sie beide überleben, gute Freunde zu werden. Darauf trifft der Venezianer seine Vorbereitungen, bringt seine Aufzeichnungen bei einem Freund in Sicherheit und bestellt ein delikates, nicht zu üppiges Mittagessen, um, wie Horaz es vorschlägt, die „Kräfte des Körpers und des Geistes“ in ein stabiles Gleichgewicht zu bringen. Dann fahren sie gemeinsam in Branickis Wagen zum Duellplatz, unterhalten sich über ihre Reisepläne für den Sommer, den sie hoffentlich erleben werden, und erreichen schließlich den großen Garten des Grafen von Brühl. Als ein von Branicki zu seinem Gefolge geladener Generaladjutant des Königs überrascht merkt, dass Duellpistolen vorbereitet werden, erhebt er Einspruch gegen den Zweikampf, da der Garten innerhalb der Starostei von Warschau liegt und er fürchtet, durch seine Anwesenheit bei einem Gesetzesverstoß in Ungnade zu fallen. An der Reaktion des Groß-Podstoli, es gehe um seine Ehre und er trage für alles die Verantwortung, wird deutlich, dass er sich diese Provokation bei einem König, der wenig Rückhalt bei den Landesfürsten hat, erlauben kann. Damit beginnt das Duell: Übergabe der Pistolen, zehn Meter Distanz, ein Wortwechsel, der offenbar Branicki irritiert, Kommando. Beide schießen gleichzeitig. Der Venezianer wird an der Hand getroffen, Branicki schwer am Bauch verletzt. Aber er kann noch zwei seiner Leute, die ihn mit ihren Säbeln rächen wollen, zurückrufen und bietet dem Venezianer ein Pferd zur Flucht an, um dem Gericht zu entgehen. Doch dieser lehnt ab. Darauf wird der Podstoli zur Behandlung in die Stadt gebracht. Um den Venezianer kümmert sich niemand und er lässt sich von Bauern auf ihrem Schlitten zum Kloster der Barfüßermönche fahren. Als Bissinski, der Adjutant Branickis, ihm auf der Straße zur Stadt mit gezogenem Säbel entgegenreitet, kann er sich unter Strohmatten verstecken und entgeht seiner Rache.
Der Venezianer fasst als Ergebnis zusammen, dass sich zwar Branicki ihm gegenüber ehrenvoll verhielt, dass aber von seinen über den Ausgang des Duells erzürnten Leuten die Zusagen, ihn zu versorgen und zu beschützen, nicht eingehalten wurden. Die Anhänger Branickis sinnen auf Rache und Bissinski sucht den Venezianer mit seinen Ulanen in Warschau in den Häusern seiner Freunde. Es kommt zu Ausschreitungen. Der Venezianer wird daraufhin auf Befehl des königlichen Großmarschalls Bielinski beschützt und vom König begnadigt. Bissinski muss nach Königsberg fliehen. Branicki erkundigt sich nach seinem Gesundheitszustand. Der Venezianer besucht den ehemaligen Gegner und bittet ihn um Vergebung, um sein Wohlwollen und seinen Schutz. Der Erzähler kommentiert, die erste Bitte sei eine Lüge, die zweite entspreche der Wahrheit. Branicki willigt in die Versöhnung ein.
An dieser Stelle wird wieder eine Reflexion über die Duellordnung eingefügt. Der Venezianer stellt sich verschiedene Fragen, u. a. ob er nicht, anstatt auf den Körper Branickis, in die Luft hätte schießen sollen und wie sein Gegner darauf reagiert hätte, oder ob man nach dem Duell durch Beichte von der Exkommunikation freigesprochen werden könne. Darüber unterhält er sich mit dem Beichtvater Czartoryskis und sie einigen sich für die Absolution auf die Formel: „Sollte es sich bei meinem Konflikt mit dem Podstoli, der mir kein Duell gewesen zu sein scheint, doch um ein Duell gehandelt haben, so bereue ich und bitte die heilige Mutter Kirche um Lossprechung von meiner Sünde und die Wiederaufnahme in die Gemeinde der Gläubigen.“
Der Venezianer bleibt noch zwei Monate in Warschau. Er fühlt sich aber bedroht und hat Angst vor nächtlichen Überfällen. Auch treffen aus dem Ausland immer mehr anonyme Nachrichten ein von seinen angeblichen Zechprellereien, Betrügereien und anderen schändlichen Verbrechen, so dass sein Ruf leidet. Vor diesen Verleumdungen könne er sich, so reflektiert der Erzähler, nicht durch Rechtfertigungen, sondern nur durch seine Abreise schützen, auch wenn er den Schurken das Feld überlassen müsse: „Der fliehende Krieger kann aufs Neue kämpfen.“ Er verlässt deshalb die Hauptstadt und macht eine dreimonatige Rundreise durch das polnische Land, wo ihn die könig- und russlandfeindlichen Magnaten bewirten. Dadurch verscherzt er es mit seinen Warschauer Gastgebern. Als er in die Hauptstadt zurückkehrt, lädt ihn Adam Czartoryski nicht mehr ein und der König befiehlt ihm, innerhalb acht Tagen die Starostei Warschau zu verlassen. Ein Gönner bezahlt seine Schulden und er fährt zuerst nach Breslau und nimmt dann sein Reiseleben von Station zu Station wieder auf.
Zeitungsberichte mit Details über seine Verabschiedung aus Warschau verfolgen ihn: „Alle Zeitungen zusammengenommen ergeben die Weltgeschichte, und ihre Leser, die die Dinge nicht bis ins Detail kennen, […] halten sich an das, was ihnen berichtet wird. […] solche Meinungen aber, welche die Leser als wahr unterstellen, bleiben für immer in ihr Gedächtnis eingegraben.“ In Köln zwingt er einen Journalisten, eine Richtigstellung zu veröffentlichen. Aber später regen ihn solche Dinge nicht mehr auf. „Er beschränkt sich darauf, Mitgefühl zu empfinden für den, der ihn verurteilt, zu beklagen, wer Vertrauen in die Menschheit setzt, den Stolzen zu verachten und zu hoffen, all denen von Nutzen zu sein, die ihm geschadet haben, denn das ist eine erhabene und heroische Form der Rache, wenn sie nicht zugleich, wovor man sich hüten sollte, von Hoffart begleitet ist. […] Wenn der Venezianer einmal sehr weise geworden ist […], zufrieden mit dem, was er weiß, und immer bereit, von einem Erfahreneren zu lernen, dann wird er alle Leute das glauben lassen, was sie wollen. […] Die Menschen sind ihrer Natur nach so beschaffen, dass sie von denen nicht lernen wollen, die ihnen ihr Wissen aufzudrängen versuchen, und sie haben damit ebenso Recht wie die anderen Unrecht haben.“
1774 kann er durch einen „allerhöchsten Gnadenakt in seine Vaterstadt zurückkehren [-]. Gelänge es ihm hier, einiger Gunst für würdig erachtet zu werden, so fiele es ihm nicht schwer, sein Auskommen zu finden.“

## Form
Casanova hat die Warschau-Episode seines abenteuerlichen Reiselebens, das er später in seinen Memoiren („Geschichte meines Lebens“) inhaltlich ähnlich beschrieben hat, 1780 zu einer Novelle verarbeitet. Dafür straffte er den Stoff und kürzte den politischen Hintergrund zugunsten des privaten Machtkampfes mit der Zuspitzung auf das Duell.
Diese literarisch gestaltete Geschichte des Venezianers G. C wird in personaler Erzählform vorgetragen und durch einen Rahmen und Einschübe mit Erläuterungen und Reflexionen des Erzählers erweitert, die in fließendem Übergang teilweise die Überlegungen des Protagonisten wiedergeben, teilweise die Erfahrungen G.. Cs. allgemein diskutieren. Dieser Rahmen mit Loyalitätsbekundungen dem Staat und der Kirche gegenüber steht in einem Spannungsverhältnis zur Darstellung der höfischen Rituale und Machtkämpfe mit satirisch-entlarvender Tendenz.
Beispiele dafür sind die Ämterpatronage, der formale Ablauf des Duells, die Konversation mit dem König und das Gespräch mit dem Chirurgen, das in Dialogform wiedergegeben wird. Der Arzt will dem Venezianer wegen drohenden Wundbrands die Hand amputieren und droht damit, dass er andernfalls seinen Arm verlieren könnte. Der Venezianer antwortet ihm, er wisse nicht, was er mit dem Arm ohne Hand anfangen solle, er wolle erst die Entwicklung zum Brand abwarten. Er hat mit seiner Entscheidung Recht, denn das Fieber sinkt und die Wunde heilt schnell. Der Chirurg erklärt dies damit, dass er sich an einen Heiligen gewandt habe. Drei Wochen später, am Ostertag, besucht der Venezianer mit dem Arm in der Schlinge den König, um ihm die Hand zu küssen. Dieser übergeht in höfischer Form das Duell, gibt ihm aber versteckt den Rat, in Zukunft alle Situationen zu meiden, die zum Rheumatismus im Arm führen könnten, denn sie seien tödlich.

## Historischer Hintergrund
Der Venezianer G. C. hält sich 1765–1766 in Polen zu einem Zeitpunkt großer innen- und außenpolitischer Spannungen auf, die in den Memoiren Casanovas deutlicher zum Ausdruck kommen als in der Novelle.
Nach dem Tod des sächsischen Königs August III., 1763, bewarb sich dessen Sohn Friedrich Christian um die polnische Krone. Doch nachdem er im selben Jahr gestorben war, verlor Sachsen seinen Einfluss und Russland mischte sich in die Innenpolitik des Nachbarlandes ein, indem es mit einem der beiden rivalisierten Lager, die den Thron mit ihren Kandidaten besetzen wollten, zusammenarbeitete: Die Magnaten aus dem Hause Potocki (Republikaner) unterstützten den Oberbefehlshaber der polnischen Krone Jan Klemens Branicki, das die Partei der Familia anführende Adelsgeschlecht Czartoryski dagegen Adam Kazimierz Czartoryski, den Sohn des Fürsten August Aleksander.
Doch die Zarin Katharina II. hatte andere Pläne. Sie verständigte sich mit dem preußischen König Friedrich II. auf die Unterstützung des großfürstlichen Mundschenks Stanislaus II. August Poniatowski als Nachfolger. Ihr Kandidat lebte einige Zeit zusammen mit seinem Freund Xaver Branicki an ihrem Hof und war ihr Liebhaber. Katharina beeinflusste die „Familia“, die Kandidatur von Adam Czartoryski zurückzuziehen. Doch viele Adligen in Polen-Litauen wollten eine russische Vorherrschaft durch die Wahl Jan Branickis zum König verhindern. Die Familie Czartoryski befürchtete bei dessen Wahl einen Bürgerkrieg, der von der russischen Kaiserin zu Gebietserweiterungen genutzt werden könnte. Deshalb zwang sie Jan Branicki das Land zu verlassen und nach Ungarn zu fliehen.
So wurde schließlich Poniatowski 1764 von der Szlachta unter Druck der „Familia“ und des als Schutztruppe zu Hilfe gerufenen russischen Militärs zum König von Polen und Großfürsten von Litauen gewählt. Er hatte ohne große Hausmacht von Anfang an einen schweren Stand gegen die verschiedenen konkurrierenden Hochadelsparteien und die russische Einflussnahme.
In dieser Situation, zwei Jahre nach seiner Wahl, trifft der Venezianer G. C. in Warschau ein. Die Czartoryskis sind seine Gastgeber und bei ihnen lernt er den diplomatisch-freundlichen, aufgeklärten König kennen. Von dessen mächtigem Generaladjutanten und Krongroßjägermeister Xaver Branicki wird er in den Streit der beiden rivalisierenden und von zwei Adelsgruppen bewunderten Tänzerinnen hineingezogen. Die Novelle deutet die innenpolitischen Hintergründe nur an. Der Groß-Podstoli, der Kavallerie-Offizier in russischen Diensten war und Poniatowski einmal das Leben rettete, ist sich seiner starken Rolle am Hof bewusst und hört bei den Machtspielen nicht auf den königlichen Befehl, das Duell zu unterlassen. Der Monarch kann oder will seine Anordnung nicht durchzusetzen. So hält er sich diplomatisch aus dem Ehrenhandel heraus und begnadigt beide. Ein weiterer Hinweis auf die Spannungen im Land sind die Einladungen des Venezianers nach dem Duell. Offenbar sympathisieren die russlandfeindlichen Landadligen mit ihm, weil er den zum Russlandlager zählenden Ulanen-General im Duell geschlagen hat.

## Entstehung und Editionsgeschichte
Casanova veröffentlichte in der vorletzten Ausgabe der von ihm herausgegebenen Literaturzeitschrift „Opuscoli miscellanei“ 1780 seine Novelle, die bald darauf in Vergessenheit geriet und auch nach ihrer Wiederentdeckung von einer Generation berühmter Casanovisten wie Aldo Ravà, Pollio, D’Ancona und Brunelli zu Beginn des 20. Jahrhunderts wegen der weitgehenden Ähnlichkeiten mit dem achten Kapitel des 10. Buches der Memoiren lange unbeachtet blieb. In Italien wurde sie erst 1979, in Deutschland 1988, als Einzelwerk veröffentlicht.

## Interpretation
Grundlage der Interpretation ist der Vergleich mit der Darstellung der Warschauer Episode in Casanovas zehn Jahre später verfassten Memoiren. Dabei sind vor allem Akzentverschiebungen bei der Beleidigung und die Erzählerkommentare von Interesse. Im Gegensatz zur Darstellung in den Memoiren wird in der Novelle der politische Hintergrund nur angedeutet, und die persönliche Situation des Venezianers im Intrigenfeld des Hofes sowie die Geschichte des Duells mit dem Groß-Podstoli stehen im Zentrum.
Nach Scheible verfolgt die Publikation der Novelle Casanovas Selbstdarstellung als überlegt und verantwortungsvoll handelnder Mann. In seiner Interpretation geht er von Casanovas Situation in Venedig aus. Er war 1756 aus dem Gefängnis geflohen und durfte nach achtzehnjähriger Verbannung 1774 in die Stadt zurückkehren. Hier erhoffte sich der 41-Jährige einen Neuanfang und die Stabilisierung seiner finanziellen Verhältnisse.
In diesem Zusammenhang erscheinen seine Bekenntnisse opportunistisch „im unterwürfigen Tonfall“ als Loyalitätserklärung für Venedig: Er bereut die Flucht aus dem Gefängnis und erklärt seine Probleme mit seinem Leichtsinn, der ihn immer wieder in einer Kette unglücklicher Ereignisse in Schwierigkeiten gebracht hat. Dazu passt die Bagatellisierung seiner Schuld am Duell und seine Darstellung als Opfer des Streits der Tänzerinnen und ihrer Beschützer. Im Gegensatz zu den Memoiren lässt er auch hier seine Liebesaffären und sexuellen Abenteuer, die seine Biographie durchziehen, aus und erweckt damit den Eindruck der „moralischen Unbedenklichkeit“.
Bei der Duellgeschichte betont er seine Friedfertigkeit, die umsichtige Reaktion auf die Beleidigung durch die Kontrolle seiner Affekte, den gesellschaftlichen Zwang, seine Ehre zu verteidigen, seine Verhandlungen mit Branicki in höfischen Umgangsformen und, nach der Versöhnung mit dem Gegner, sein Wohlverhalten den staatlichen und kirchlichen Obrigkeiten gegenüber. Dass er nicht nur seine persönliche Ehre, sondern die der Republik Venedigs verteidigte, wird an Branickis unverschämter Beleidigung, er sei ein venezianischer Feigling, gezeigt. In Casanovas Memoiren fehlt das Adjektiv. Mit dieser patriotischen Einstellung und der wiederholten Bekräftigung seiner „religiösen Rechtgläubigkeit“ will der Autor zeigen, dass Venedig von ihm keine unkontrollierten Affekte, Aufwallungen und Trotzreaktionen zu fürchten braucht.
Als Signal setzt er vor die Novelle als Motto das Horaz-Zitat: „Beherrsche deine Affekte, die wenn sie nicht gehorchen, dir befehlen.“ Dieses Bekenntnis stimmt jedoch nicht überein mit den Ausführungen über „Natur“ und „Freiheit“, und dies lässt vermuten, dass der Autor sich nur scheinbar verändert und angepasst hat. Nach acht Jahren wurde er erneut wegen verschiedener Streitigkeiten aus Venedig verbannt.

### Textausgaben
- Das Duell oder Versuch über das Leben des Venezianers G. C. mit einem Nachwort von Hartmut Scheible: Qu’on porte à Monsieur du chocolat! Versuch über Giacomo Casanova. Piper, München 1988, ISBN 3-492-03302-4